# Pedra do Frade

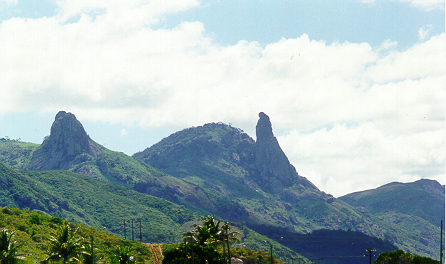
Frade de Pedra

O Frade de Pedra, cujo contorno lembra um frade com capuz, é um dos vários monumentos geológicos da Serra de Uruburetama. Está a 900 metros acima do nível do mar, situado no município de Itapajé, estado do Ceará.
A formação rochosa é considerada um dos símbolos de Itapajé, sendo representado no brasão e na bandeira municipal.